# Estádio Toumba
O Estádio Toumba é uma arena multi-uso localizada em Salônica, Grécia, pertence ao PAOK.

## Histórico

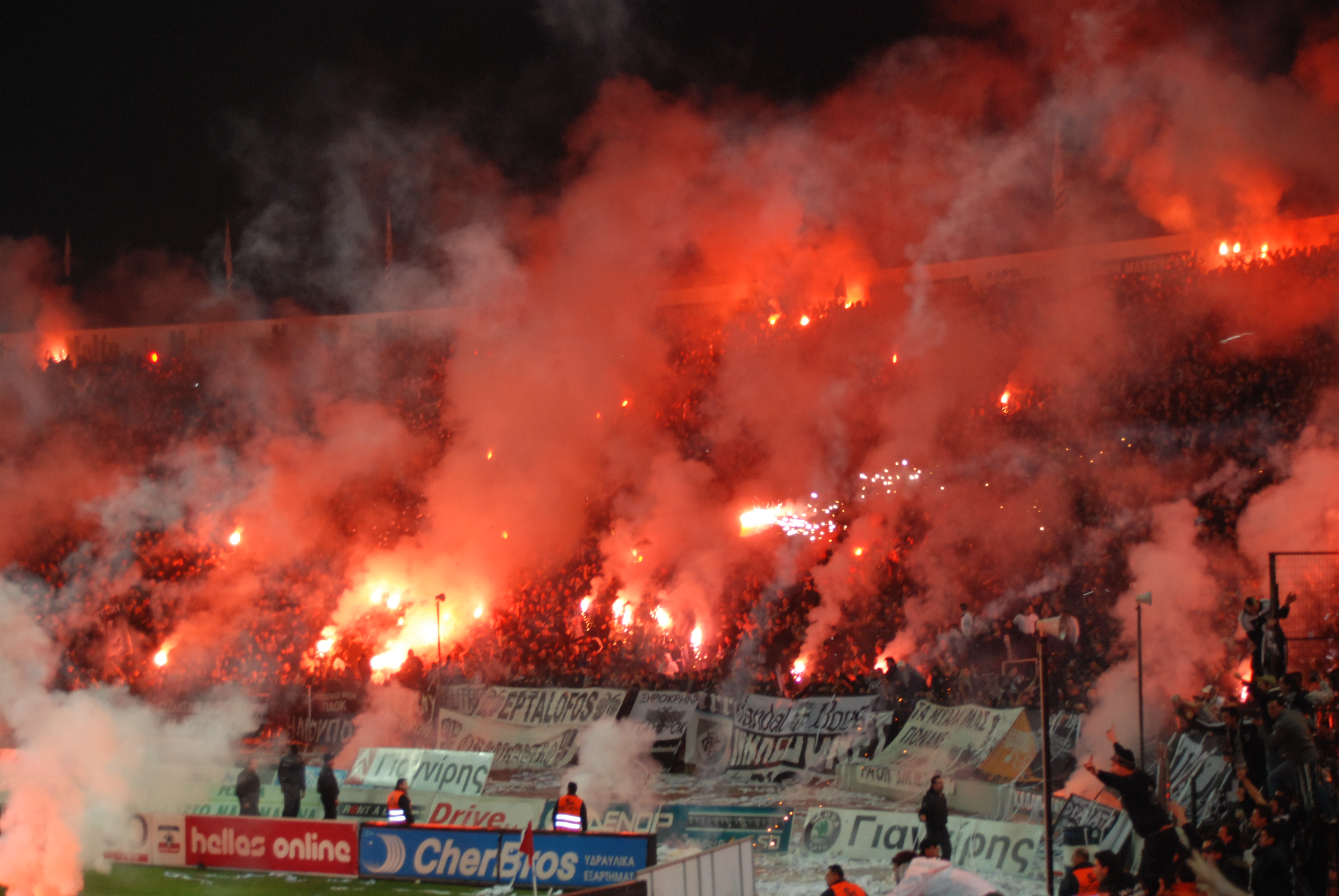
Em 2009, jogo entre o PAOK e o Olympiakos FC.

Foi inaugurado em 1959, sua construção demorou dois anos, e primeiramente teve capacidade para 45.000 pessoas, até que em 1998, teve sua redução para o formato de 32.000, e em 2000, para o atual estágio. Toumba é onde fica localizado o estádio, na cidade de Salônica, e também é chamado como, o "Estádio do PAOK".